# کورونا (میشیگان)
کورونا، میشیگان (به انگلیسی: Corunna, Michigan) یک شهر در ایالات متحده آمریکا با جمعیت ۳٬۴۹۷ نفر است که در میشیگان واقع شده‌است.

## موقعیت جغرافیایی
موقعیت جغرافیایی شهرها و مناطق اطراف به شرح زیر است: